# استورا آلوارت
استورا آلوارت (سوئدی: Stora Alvaret؛ «آلوار بزرگ») یک آلوار، یک زمین‌چهر سنگ‌آهکی خشک در نیمهٔ جنوبی جزیره اولاند در سوئد است. استورا آلوارت پهنه‌ای خنجرشکل است که کمابیش ۴۰ کیلومتر (۲۵ مایل) طول دارد و در وسیع‌ترین انتهای شمالی ۱۰ کیلومتر (۶ مایل) عرض دارد. مساحت این ناحیه، بیش از ۲۶۰ کیلومتر مربع (۱۰۰ مایل مربع) است که آن را به بزرگ‌ترین از نوع خود در اروپا تبدیل می‌کند و یک چهارم مساحت جزیره را پوشش می‌دهد.
به دلیل لایه نازک خاک و سطح بالای پی‌اچ، طیف وسیعی از گیاهان از جمله گونه‌های کمیاب سرشماری یافت می‌شوند. استورا آلوارت خالی از درخت نیست، برخلاف تصور اشتباه، در آن طیفی از درختان کوتاه مانند یک جنگل کوتوله پیدا می‌شود.
استورا آلوارت در میراث جهانی یونسکو، چشم‌انداز کشاورزی جنوب اولند به مساحت ۵۶٬۳۲۳ هکتار (۲۱۷٫۴۶ مایل مربع) قرار دارد که به دلیل پیشاتاریخ شگفت‌انگیز ثبت شد.